# La máquina del tiempo (álbum de Los Twist)
La máquina del tiempo es el tercer álbum del grupo argentino Los Twist, editado en 1985 por el sello CDA.
Auténtico canto de cisne de la música divertida, que ya para 1985 se encontraba en franca retirada ante el avance de sonidos sofisticados y oscuros como el techno de Locura de Virus y el dark de Nada Personal de Soda Stereo.
Para este álbum contaron como integrante estable a Hilda Lizarazu, brindando la cuota de voz femenina que se había echado de menos tras la partida de Fabiana Cantilo.

## Detalles
La tapa y parte del concepto del disco estuvieron basados en la serie "El túnel del tiempo" y la primera canción del álbum, "Balada de Tony & Douglas", hace referencia a esa serie.
Entre las canciones incluidas en este trabajo figuran "La cueva de Alí", "Twist de Luis", para la cual también se filmó un videoclip, "Reptilicus", el tango "Esta es mi presentación" (con invitados como Néstor Marconi y Suárez Paz) y el "Himno óptico", interpretado por la ficticia Ray Milland Band, entre otros temas.
La vocalista Hilda Lizarazu fue incorporada al grupo para este álbum, además del bajista Camilo Iezzi y el baterista Pablo Guadalupe, quienes acompañaron al dueto fundador del proyecto: Pipo Cipolatti / Daniel Melingo.
Cabe mencionar además la participación de figuras invitadas como Andrés Calamaro, Gustavo Santaolalla, Miguel Zavaleta y Charly García.
Las letras de las canciones, una constante en la banda, abordaron temáticas humorísticas e irónicas, como en el mencionado "Himno óptico", "Corazón de mandril", "Gloria aleluya!" (acerca de Jimmy Swaggart) o la breve "Infiltración bolchevique".
Fue reeditado en CD en 1992 por EMI-Odeón.

## Lista de temas
Lado Alfa
1. Balada de Tony & Douglas
2. Twist de Luis
3. Reptilicus
4. Infiltración bolchevique
5. En los brazos del dolor
6. Las cárceles no dan más
7. Viéndolo

Lado Beta
1. La cueva de Alí
2. Gloria aleluya!
3. El grito divino
4. Esta es mi presentación
5. Corazón de mandril
6. Himno óptico (Ray Milland Band)

## Personal
Los Twist
- Pipo Cipolatti - voz, guitarra
- Daniel Melingo - voz, guitarra
- Hilda Lizarazu - voz
- Camilo Iezzi - bajo
- Pablo Guadalupe - batería

Con
- Fernando Suárez Paz - violín
- Néstor Marconi - bandoneón
- Charly García - hombre orquesta
- Andrés Calamaro - órgano
- Gustavo Santaolalla - sin palabras
- Rolo Rossini - escobillas
- Carlos Villavicencio - arreglos
- Alejandro Desilvestre - teclados

Ray Milland Band
- Andrés Calamaro
- Camilo Iezzi
- Pipo Cipolatti
- Daniel Melingo
- Miguel Zavaleta